# Ndoc Gjetja
Ndoc Gjetja, född den 9 mars 1944 i Shkodra i Albanien, död den 7 juni 2010, var en albansk poet.